# Odeo
Odeo  — ранее существовавший каталог и поиск веб-сайтов для RSS-синдицированных аудио и видео. Odeo использовали инструменты, которые позволяли пользователям создавать, записывать и публиковать подкасты с простым интерфейсом на основе Adobe Flash.
Компания Odeo была основана Ноа Глассом и Эваном Уильямсом, которые ранее стали учредителями Audioblog и Pyra Labs соответственно, финансирование они получили от Charles River Ventures. Впоследствии Уильямс выкупил Charles River, а также ряд других инвесторов, и переформировал организацию в новую компанию, Obvious Corp, которая планировала разрабатывать новые продукты, в том числе Twitter.
19 февраля 2007 года Уильямс написал в своем блоге, что компания Odeo продаётся. Вскоре после этого она была приобретена нью-йоркской компанией Sonic Mountain.
14 сентября 2007 года Sonic Mountain объявила, что она приобрела технологические активы FireAnt, RSS сайт видео-агрегации, настольный медиа-плеер и что она планирует включить технологии FireAnt в компанию Odeo. 18 марта 2008 года Sonic Mountain объявила, что приобрела Blogdigger, поисковый движок для блогов и RSS-соодержания, с планами по включению этих технологий в компанию Odeo. В июне 2008 года Odeo был повторно запущен компанией Sonic Mountain с полностью переделанным сайтом, поиском и возможностью синдикации аудио и видео.
В марте 2009 года компания Odeo начала переход на платные услуги для крупных корпораций, желающих управлять своей видеотекой. Для компаний, которым необходима организация и отслеживание использования видео, Odeo выпустила платформу «Enterprise Video Management». В число первых клиентов вошли такие знаменитости, как American Express и eGA.
В августе 2010 года компания Odeo приостановила свой сайт odeo.com для потребителей, чтобы сосредоточить свое внимание на корпоративных видео.